# تشم هاشم (سلطان أباد)
تشم هاشم (بالفارسية: چم هاشم) هي منطقة سكنية تقع في إيران في قسم سلطان أباد الريفي. يقدر عدد سكانها بـ 95 نسمة بحسب إحصاء 2016.